# Дзони
Дзони (яп. 雑煮 дзо:ни), одзони, о-дзони — блюдо японской кухни, представляющее собой суп с рисовыми лепёшками моти, которые являются непременным атрибутом японского Нового года. Название блюда буквально означает «смешанное варево», «тушёная смесь» и указывает на способ его приготовления. В зависимости от региона используемые в супе ингредиенты, приправы и формы моти могут различаться. В Японии считается новогодним блюдом, с которого традиционно после чашечки тёплого саке (отосо) с пряностями начинается завтрак в первое утро нового года. Дополнительными ингредиентами могут служить различные овощи, рыба, курица, зелень, сушёная макрель, водоросли, грибы, моллюски, соевый творог (тофу) и так далее. Подаётся на стол в лаковых, керамических, фарфоровых чашах. Едят суп в горячем виде при помощи палочек, но со временем стали допускаться также вилки и ложки.
Ранее в центральной и западной Японии суп варили первым утром нового года, а также подавали 2, 3, 5, 7, 11, 15 и 20-го дней первого месяца. На 7-й и 15-й день его смешивали с рисовой кашицей. В некоторых семьях суп подавали в первые пять дней нового года. Японский кулинар Сонока Сакаи писала о традициях празднования Нового года, связанных с одзони: «К супу я готовлю 6-7 традиционных новогодних блюд осэти, символизирующих плодородие (яйца, фасоль), выдержку и гибкость (моти), счастье (комбу), движение вперёд (корень лотоса), огонь (морковь), чистоту (дайкон) и то, что мы твёрдо стоим на своих ногах (корнеплоды)». По мнению японского шеф-повара Сидзуо Цудзи, для японцев одзони имеет такое же значение как индейка (которую в принципе можно готовить в любое время года) в США в День благодарения или в Рождество, но суп с моти ассоциируется именно с новогодними торжествами.
Считается, что первоначально дзони было блюдом полевой кухни самураев, которое готовилось (не только на Новый год) из рисовых лепёшек, овощей и сушёных продуктов в военных лагерях. Впоследствии оно перестало быть едой исключительно самураев, став блюдом, распространённым среди всех людей. Традиция есть дзони на Новый год предположительно ведёт своё начало от периода Муромати, когда его готовили для поднесения богам. Однако сохранились сведения, что позднее, в период Эдо, дзони готовили не только в связи с новогодними торжествами, но и в другое время.